# Ethemon weiseri
Ethemon weiseri là một loài bọ cánh cứng trong họ Cerambycidae.